# Lycidola expansa
Lycidola expansa là một loài bọ cánh cứng trong họ Cerambycidae.